# 2006 Polonskaya
2006 Polonskaya è un asteroide della fascia principale. Scoperto nel 1973, presenta un'orbita caratterizzata da un semiasse maggiore pari a 2,3249234 au e da un'eccentricità di 0,1923397, inclinata di 4,91062° rispetto all'eclittica.
L'asteroide è dedicato all'astronoma russa Olena Ivanivna Kazymyrčak-Polons'ka.
Nel 2005 ne è stata scoperta la probabile natura binaria,senza tuttavia assegnare un nome pur provvisorio al satellite. Le due componenti del sistema, distanti tra loro 8,5 km, avrebbero dimensioni di circa 4,51 e 0,99 km. Il satellite orbiterebbe attorno al corpo principale in 19,15 ore.